# نوم الشفق

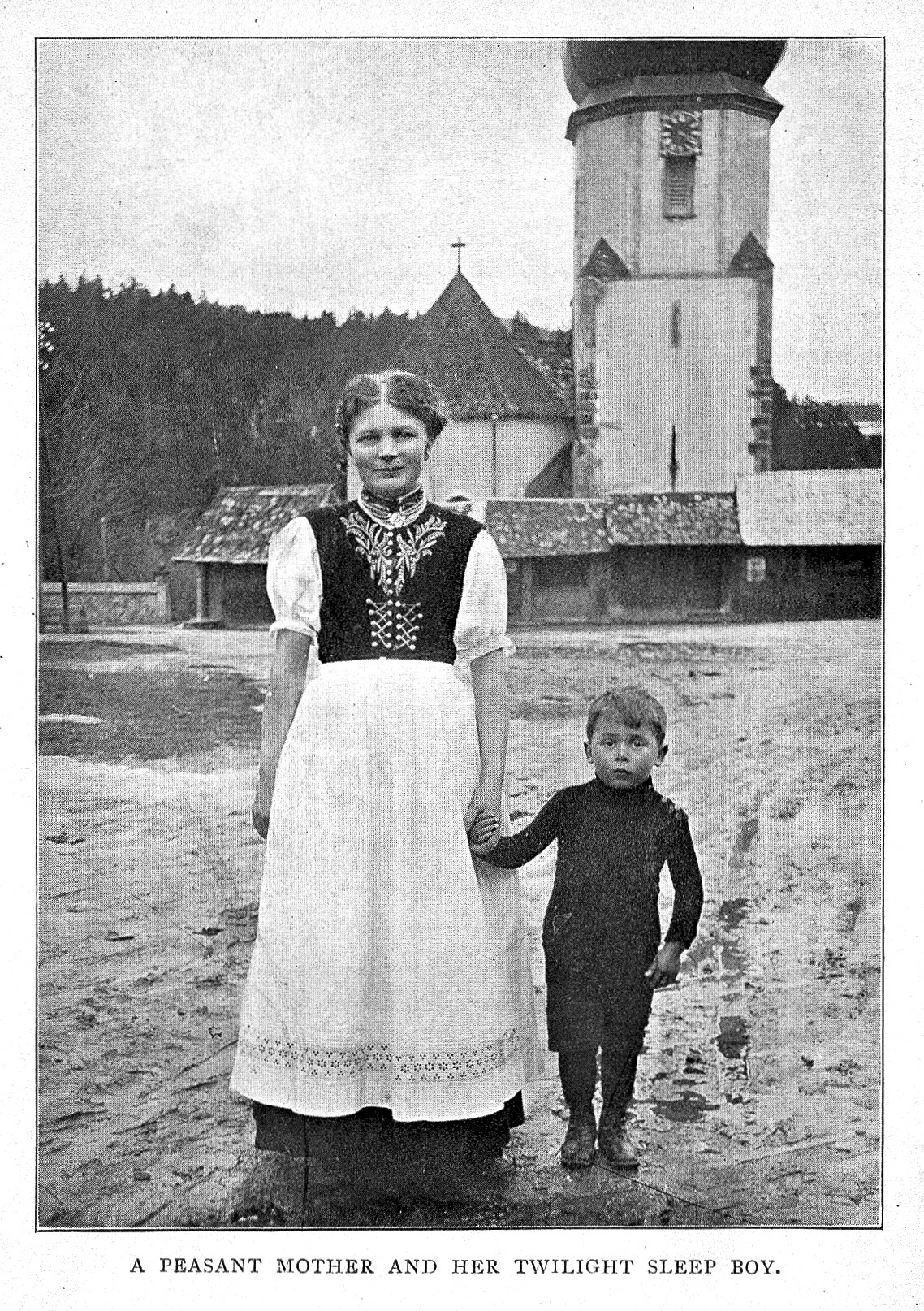

نوم الشفق (الغسق) أو الحالة الغَلَسيّة  (يأتي اسمها من الكلمة الألمانية Dämmerschlaf) هي حالة فقدان الذاكرة تتميز بفقدان الإحساس بالألم دون فقدان الوعي، الناجمة عن حقن المورفين والهيوسين، واستخدمت خاصة لتخفيف آلام الولادة.
في عام 1899، الدكتور شنايدرلين اوصى باستخدام الهيوسين و المورفين  عند القيام بالتخدير الجراحي  وبدأ استخدامها لهذا الغرض بشكل متقطع.  هذا المزيج أظهر فعاليته في تخفيف وتسهيل عملية الولادة، كان أول من اقترح هذا الأمر هو  ريتشارد فون ستاينبكيل في عام 1902 ثم تمّ تطويرها من قبلكارل غاوس في فرايبورغ، ألمانيا ابتداءًا من عام 1903.  عرفت الطريقة باسم " Dämmerschlaf " أي (أي نوم الشفق ) أو «طريقة فرايبورغ». انتشرت الطريقة ببطء وفي عيادات مختلفة، وتم تجربتها مع جرعات ومكونات مختلفة. في عام 1915 ذكرت مجلة الجمعية الطبية الكندية أن «الأسلوب [ كان ] حقا لا يزال في حالة من التنمية والتطوير ».
في عام 1915، نشرت نيويورك تايمز  مقالة عن نوم الشفق وعن عمل حنا ريون  أو كما تسمى السيدة فرانك فير بيك، التي كانت قد كتبت مؤخرًا كتاباً بعنوانالحقيقة عن نوم الشفق. في تلك المقالة قالت ريون أن هناك إجماع من قبل 69 تقرير طبي كانت قد نظرت إليهم مؤخرًا وقالت: «مزيج السكوبولامين - مورفين لا تؤدي  للخطر على الأطفال».
كان في البداية كما أنه بزوغ لعصر جديد قيل عنه أنه: «عصر جديد للمرأة خلال سباق للجنس البشري بأكمله»، وفي وقت مبكر النساء في الولايات المتحدة الأمريكية شكلت جمعية نوم الشفق الوطني  التي دعت إلى التوسع في استخدامه، وظهرت في صحيفة نيويورك تايمز  ومجلة ريدرز دايجست  مقالات مؤيدة ومشيدة لذلك، في النهاية الحملة تضاءلت بعد موت أحد قادتها بسبب نزف الولادة .
تركيبة العقار لم تخفف الألم؛ ولكنها خلقت فقدان في الذاكرة على سبيل المثال: المرأة التي مرّت بالولادة لم تذكر الألم.
بقي العقار يستخدم على نطاق واسع فيالولايات المتحدة الأمريكية حتى عام 1960، إلى أن نمت الكيموفوبيا (وهي الخوف والنفور من المواد الكيميائية بشكل خاص والكيمياء بشكل عام) فبدأت رغبة النساء بالقيام بالولادة الطبيعية بعيداً عن المواد الكيميائية مما أدى إلى التخلي عنها .